# Ермин Сијамија
Ермин Сијамија (Травник, 26. новембар 1974) босанскохерцеговачки је глумац.

## Биографија
Након неколико покушаја, Ермин уписује Академију сценских умјетности 1996. и дипломира 2002. године. Прву професионалну улогу имао је у представи Лет изнад кукавичијег гнијезда, Мустафе Надаревића. Појављује у хумористичној серији Виза за будућност, где упознаје своју будућу супругу Амру Капиџић са којом има троје деце. Од 2003. године је члан Народног позоришта у Сарајеву.

## Филмографија
- Виза за будућност
- Љето у златној долини
- Remake
- Црна хроника
- Небо изнад крајолика
- Све џаба
- Морам спават', анђеле
- У земљи крви и меда
- Нек је жива глава
- Venuto al mondo
- Legends
- Смрт у Сарајеву
- За она добра стара времена
- Добар дан за посао
- Whiskey Cavalier
- A Hidden Life
- Пун мјесец
- Кво вадис, Аида?
- Десет у пола
- Шести аутобус
- Клан
- Sarajevo Overdrive
- Деца зла